# Амбоаз
Амбоаз (фр. Amboise) насеље је и општина у централној Француској у региону Центар (регион), у департману Ендр и Лоара која припада префектури Тур.
По подацима из 2011. године у општини је живело 13.005 становника, а густина насељености је износила 319,93 становника/km². Општина се простире на површини од 40,65 km². Налази се на средњој надморској висини од 58 метара (максималној 127 m, а минималној 52 m).

## Демографија
| 1962. | 1968. | 1975.  | 1982.  | 1990.  | 1999.  | 2011.  |
| ----- | ----- | ------ | ------ | ------ | ------ | ------ |
| 7.953 | 8.625 | 10.680 | 10.857 | 10.982 | 11.457 | 13.005 |